# Макфадден, Джеймс
Джеймс Ге́нри Макфа́дден (англ. James Henry McFadden; 14 апреля 1983, Глазго, Шотландия) — шотландский футболист, тренер. Выступал на позициях нападающего и вингера. Бывший игрок национальной сборной Шотландии.
Карьера Макфаддена началась в 1999 году, когда он подписал свой первый профессиональный контракт с клубом «Мотеруэлл». По итогам 2002 и 2003 года Джеймс признавался «Молодым игроком года» по версиям журналистов и коллег-футболистов, соответственно. В межсезонье 2003 года нападающий был подписан английским «Эвертоном» за сумму в 1,25 миллиона фунтов стерлингов. В основной состав «ирисок» Макфадден пробивался достаточно редко, почему в январе 2008 года и сменил клуб, перейдя в «Бирмингем Сити». Сезон 2010/11 Джеймс пропустил практически полностью из-за тяжёлой травмы колена. По окончании футбольного года Джеймс стал свободным агентом. В октябре 2011 года шотландец вновь стал игроком «Эвертона», заключив с «ирисками» однолетний контракт. 26 октября 2012 года Макфадден присоединился к клубу «Сандерленд», подписав с «чёрными котами» 3-месячное соглашение о сотрудничестве.
За национальную сборную Шотландии Макфадден провёл 47 матчей, забил 15 мячей. Победный гол, забитый Джеймсом в ворота Франции 12 сентября 2007 года в отборочном поединке к чемпионату Европы 2008, признан футбольной общественностью в Шотландии одним из наиболее важных за всю историю «тартановой армии».

## Клубная карьера

### «Мотеруэлл»
Макфадден родился 14 апреля 1983 года в шотландском Глазго. Детство Джеймса прошло в северном районе крупнейшего города страны — Спринберне.
Ещё в юном возрасте Макфадден начал постигать азы футбола в юношеских командах клуба «Мотеруэлл». 30 июля 1999 года 16-летний Джеймс подписал со «сталеварами» свой первый профессиональный контракт. Дебют молодого футболиста в первом составе «Мотеруэлла» состоялся 26 декабря 2000 года в матче чемпионата Шотландии, в котором его команда встречалась с «Данди».
По итогам сезона 2001/02 Джеймс был признан «Молодым игроком года по версии журналистов».
В следующем футбольном году Макфадден сыграл 35 матчей, забил 19 голов. Это достижение плюс впечатляющая игра нападающего на фоне скудных выступлений его клуба оценили коллеги-футболисты, удостоившие Джеймса приза «Молодой игрок года». Тем не менее в ходе того же сезона Макфадден получил репутацию грубого игрока — несмотря на атакующее амплуа, нападающий 15 раз предупреждался жёлтой карточкой и один раз (в матче с «Партик Тисл») был удалён с поля. В финальной встрече футбольного года 2002/03 Джеймс отметился «хет-триком» в поединке против «Ливингстона».

### «Эвертон»
В межсезонье руководство «Мотеруэлла» в связи с тяжёлым финансовым кризисом объявило, что готово рассмотреть достойные предложения по лучшим своим футболистам. В итоге за молодого шотландца развернулась острая борьба среди английских клубов. Самым расторопным оказался «Эвертон», с которым Джеймс и подписал контракт. Сумма сделки между «ирисками» и «сталеварами» составила 1,25 миллиона фунтов стерлингов.
21 сентября 2003 года Макфадден впервые вышел в составе «Эвертона» в официальном матче. В тот день ливерпульцам противостоял «Мидлсбро». Первого гола шотландца за «ирисок» пришлось ждать почти полтора года — он состоялся в первый день 2005 года, Макфадден поразил ворота «Тоттенхэм Хотспур». Неделей позже состоялся второй мяч шотландца за мерсисайдцев — нападающий в матче Кубка Англии забил команде «Плимут Аргайл».
В следующем сезоне Джеймс потерял место в основном составе «Эвертона», в основном появляясь на заменах. 11 марта 2006 года Макфадден забил редкой красоты мяч в ворота «Фулхэма», запустив снаряд с 35-метровой дистанции. Через неделю Джеймс отличился вновь — на этот раз перед его ударом оказался бессилен голкипер «Астон Виллы», Ричард Райт. До конца сезона 2005/06 Макфадден забил ещё три гола.
Старт футбольного года 2006/07 не сложился для Джеймса вновь — проиграв борьбу за место в основном составе новичку «Эвертона», Эндрю Джонсону, шотландец надолго осел на скамейке запасных ливерпульцев. К этим проблемам добавилась ещё и травма пятой плюсневой кости, которую Макфадден получил на тренировке 24 января 2007 года. В строй нападающий вернулся спустя три месяца лечения. 15 апреля Макфадден впервые появился на поле после восстановления от повреждения, выйдя на замену вместо Джеймса Битти на 58-й минуте матча против «Чарльтон Атлетик». На исходе игры шотландец недалеко от линии штрафной принял вынесенный защитниками «Атлетик» мяч, перекинул снаряд через бросившегося на него Маджида Бугерра и, не дав опуститься мячу на землю, неотразимо пробил с лёта. Гол оказался победным — «Эвертон» победил 2:1. По окончании сезона мяч Макфаддена был признан лучшим в футбольном году 2006/07 по голосованию читателей спортивного интернет-ресурса «Sky Sports». В конце того же года заполучить в свои ряды Джеймса попытались клубы «Селтик» и «Бирмингем Сити», однако ответом на запросы этих коллективов были отказы.
4 октября 2007 года шотландец забил гол в ворота украинского «Металлиста», ставший решающий в этом двухматчевом противостоянии в рамках Кубка УЕФА. 1 января 2008 года Макфадден отличился точным результативным ударом в поединке с «Мидлсбро». Вместо обычного в таких случаях празднования футболист снял свою игровую футболку, продемонстрировав нательную с надписью в память о капитане «Мотеруэлла» и бывшем партнёре Джеймса Филе О’Доннелле, скончавшемся от сердечного приступа 29 декабря 2007 года.

### «Бирмингем Сити»
18 января Макфадден перебрался в «Бирмингем Сити», подписав с клубом контракт сроком на три с половиной года. «Синие» заплатили «Эвертону» за трансфер шотландца пять миллионов фунтов с перспективой увеличения этой суммы ещё на миллион в зависимости от выступлений Джеймса за свою новую команду.
Уже на следующий день состоялся дебют шотландца за «Бирмингем» в матче Премьер-лиги против «Челси». 9 февраля Макфадден во встрече с «Вест Хэм Юнайтед» забил свой первый гол за «Сити», реализовав пенальти, назначенный за нарушение против него самого со стороны игрока «молотобойцев», Лукаса Нила. Через две недели Джеймс оформил «дубль» в матче с лондонским «Арсеналом» — сначала достиг цели его удар со штрафного на 28-й минуте поединка, а уже в добавленное время нападающий поразил ворота соперника с одиннадцатиметрового, уверенно переиграв вратаря «канониров», Мануэля Альмунию.
Второй сезон в Бирмингеме получился для Макфаддена смазанным из-за серьёзной травмы колена.
19 августа 2009 года Джеймс забил первый гол «Сити» в новом футбольном году, реализовав пенальти на 90-й минуте встречи с «Портсмутом». Этот мяч оказался единственным в поединке — «синие» победили со счётом 1:0. В сезоне 2009/10 шотландец наконец обрёл место в основном составе «Бирмингема», проведя в общей сложности 41 матч и забив пять мячей.
17 сентября 2010 года Макфадден получил травму на тренировке. Медицинское обследование выявило у шотландца повреждение передних крестообразных связок левого колена. Это означало, что нападающий выбыл из строя на длительный срок. К тренировкам Джеймс приступил в марте следующего года, однако вскоре последовал рецидив травмы, и он был вынужден забыть о футболе до конца сезона. По итогам чемпионата Англии 2010/11 «Бирмингем» покинул Премьер-лигу. Руководство «синих» попыталось подписать с Макфадденом новое соглашение о сотрудничестве, но с меньшей зарплатой. Джеймса это не устроило, и 30 июня 2011 года, по истечении своего текущего контракта с «синими» шотландец покинул клуб.

### Возвращение в «Эвертон»
В течение лета 2011 года Макфадден продолжил тренироваться с «Бирмингемом» для поддержания своей спортивной формы. В сентябре шотландец проходил пробы в клубе «Вулверхэмптон Уондерерс». Форма Джеймса устроила тренеров «волков», однако стороны не смогли договориться о контракте. В то же время о своём интересе к форварду заявил «Сандерленд», но дальше разговоров дело не пошло. В середине октября в британской прессе появились сообщения, что Джеймс близок к заключению соглашения с шотландским «Селтиком». Но 17 октября Макфадден решил вернуться в свой бывший клуб «Эвертон», с которым и подписал контракт сроком до конца сезона 2011/12. 5 ноября Джеймс сыграл свой первый матч по возвращении в Ливерпуль, выйдя на замену вместо Тони Хибберта в гостевом матче чемпионата Англии с «Ньюкасл Юнайтед». Только в апреле 2012 года шотландец впервые в сезоне вышел в основном составе «Эвертона» — оппонентами «ирисок» были игроки «Сандерленда». Всего в футбольном году 2011/12 Макфадден сыграл семь матчей в Премьер-лиге и один в Кубке Англии. 18 мая 2012 года было объявлено, что по окончании футбольного года Джеймс покинет «Эвертон».
В межсезонье Макфадден тренировался с «Мотеруэллом». 21 июля он принял участие в выставочном матче в честь ветерана «сталеваров» Стивена Хаммелла. В поединке «Мотеруэлл» играл против «Эвертона».

### «Сандерленд»
В сентябре 2012 года Макфадден отправился на просмотр в «Сандерленд». 26 октября форвард подписал с «чёрными котами» краткосрочный 3-месячный контракт. 15 декабря шотландец впервые вышел на поле в футболке «Сандерленда» в официальном матче — команда Джеймса играла с «Манчестер Юнайтед».

### Клубная статистика
| Клуб                      | Сезон                     | Чемпионат | Чемпионат | Кубок | Кубок | Кубок Лиги | Кубок Лиги | Еврокубки | Еврокубки | Итого | Итого |
| Клуб                      | Сезон                     | Игры      | Голы      | Игры  | Голы  | Игры       | Голы       | Игры      | Голы      | Игры  | Голы  |
| ------------------------- | ------------------------- | --------- | --------- | ----- | ----- | ---------- | ---------- | --------- | --------- | ----- | ----- |
| Мотеруэлл                 | 2000/01                   | 6         | 0         | 1     | 0     | —          | —          | —         | —         | 7     | 0     |
| Мотеруэлл                 | 2001/02                   | 24        | 10        | 1     | 0     | —          | —          | —         | —         | 25    | 10    |
| Мотеруэлл                 | 2002/03                   | 30        | 13        | 4     | 5     | 1          | 1          | —         | —         | 35    | 19    |
| Мотеруэлл                 | 2003/04                   | 3         | 3         | —     | —     | —          | —          | —         | —         | 3     | 3     |
| Мотеруэлл                 | 2012/13                   | 7         | 1         | —     | —     | —          | —          | —         | —         | 7     | 1     |
| Всего за «Мотеруэлл»      | Всего за «Мотеруэлл»      | 70        | 27        | 6     | 5     | 1          | 1          | 0         | 0         | 77    | 33    |
| Эвертон                   | 2003/04                   | 23        | 0         | 1     | 0     | 3          | 0          | —         | —         | 27    | 0     |
| Эвертон                   | 2004/05                   | 23        | 1         | 3     | 2     | 3          | 0          | —         | —         | 29    | 3     |
| Эвертон                   | 2005/06                   | 32        | 6         | 4     | 1     | 1          | 0          | 4         | 0         | 41    | 7     |
| Эвертон                   | 2006/07                   | 19        | 2         | —     | —     | 2          | 1          | —         | —         | 21    | 3     |
| Эвертон                   | 2007/08                   | 12        | 2         | 1     | 0     | 3          | 2          | 5         | 1         | 21    | 5     |
| Эвертон                   | 2011/12                   | 7         | 0         | 1     | 0     | —          | —          | —         | —         | 8     | 0     |
| Всего за «Эвертон»        | Всего за «Эвертон»        | 116       | 11        | 10    | 3     | 12         | 3          | 9         | 1         | 147   | 18    |
| Бирмингем Сити            | 2007/08                   | 12        | 4         | —     | —     | —          | —          | —         | —         | 12    | 4     |
| Бирмингем Сити            | 2008/09                   | 30        | 4         | —     | —     | —          | —          | —         | —         | 30    | 4     |
| Бирмингем Сити            | 2009/10                   | 36        | 5         | 4     | 0     | 1          | 0          | —         | —         | 41    | 5     |
| Бирмингем Сити            | 2010/11                   | 4         | 0         | —     | —     | 1          | 1          | —         | —         | 5     | 1     |
| Всего за «Бирмингем Сити» | Всего за «Бирмингем Сити» | 82        | 13        | 4     | 0     | 2          | 1          | 0         | 0         | 88    | 14    |
| Сандерленд                | 2012/13                   | 3         | 0         | —     | —     | —          | —          | —         | —         | 3     | 0     |
| Всего за «Сандерленд»     | Всего за «Сандерленд»     | 3         | 0         | 0     | 0     | 0          | 0          | 0         | 0         | 3     | 0     |
| Всего за карьеру          | Всего за карьеру          | 270       | 51        | 20    | 8     | 15         | 5          | 9         | 1         | 314   | 65    |

(откорректировано по состоянию на 30 марта 2013)

## Сборная Шотландии
Первый вызов в национальную сборную Шотландии Макфадден получил в мае 2002 года на матч Reunification Cup против ЮАР. Дебютировал в этой игре в первом составе «горцев», заменив во втором тайме поединка Аллана Джонстона. Примечательно, что Джеймс проспал обратный рейс самолёта из Гонконга, где проходила встреча, за что его чуть было не отлучил от национальной команды наставник шотландцев Берти Фогтс. 6 сентября 2003 года нападающий появился на поле в футболке «тартановой армии» в отборочном матче к чемпионату Европы 2004 Шотландия — Фарерские острова и на 74-й минуте встречи поразил ворота соперника, забив свой первый гол за «горцев». 15 ноября того же года в первом стыковом поединке за право поехать на Евро—2004, коим было противостояние против Нидерландов, Макфадден нанёс точный результативный удар, ставший победным для шотландцев. Тем не менее, в ответной игре «оранжевые» разгромили «горцев» 6:0 и оставили их за бортом финального турнира.
12 сентября 2007 года удар Джеймса достиг цели в отборочном матче к европейскому первенству 2008 года против Франции. Этот мяч оказался единственным в противостоянии и принёс «горцам» победу с минимальным счётом 1:0. В следующем матче «тартановой армии», коим оказался поединок с Украиной, Макфадден вновь отличился голом, в итоге шотландцы победили — 3:1. Для выхода на европейский форум «горцам» достаточно было не проиграть в оставшихся двух встречах — против Грузии и Италии. Однако последовавшие поражения в обоих матчах разбили мечты шотландцев о турнире.
10 сентября 2008 года британцы в отборочном матче к чемпионату мира 2010 соперничали с Исландией. На 58-й минуте поединка «тартановая армия» удостоилась права на удар с одиннадцатиметровой отметки. Джеймс, исполнявший пенальти, не смог переиграть голкипера исландцев, который отразил мяч. Устремившиеся к отскоку Макфадден и Барри Робсон общими усилиями всё же занесли снаряд в ворота. На видеоповторе было чётко видно, что этот гол необходимо отнести на счёт полузащитника «Селтика», так как нападающий «Бирмингем Сити» коснулся мяча уже за линией ворот, и изначально в протокол был официально занесён Робсон. После матча Макфадден обратился в Шотландскую футбольную ассоциацию с требованием, чтобы этот гол записали на него. Ассоциация пошла на поводу у нападающего и попросила ФИФА поменять автора мяча. В марте 2009 года Всемирная футбольная организация официально отнесла мяч в ворота исландцев на Макфаддена. Это решение породило в шотландской прессе множество дискуссий, которые в основном сводились к одному — Джеймс поступил непорядочно.
В сентябре 2010 года Макфадден был заменён в перерыве квалификационной встречи к чемпионату Европы 2012 с Лихтенштейном. После матча главный тренер «горцев» Крейг Левейн раскритиковал форварда за «ленивую и невыразительную игру». Позже Джеймс ответил на слова наставника «тартановых», сказав, что тот сделал из него «козла отпущения».
Всего за сборную Шотландии Макфадден провёл 48 матчей, забил 15 голов.

### Матчи и голы за сборную Шотландии
| №  | Дата             | Место                                                           | Оппонент          | Счёт | Голы Макфаддена | Соревнование                                                      |
| 1  | 20 мая 2002      | «Гонконг», Гонконг                                              | Южная Африка      | 0:2  | —               | Reunification Cup                                                 |
| 2  | 15 октября 2002  | «Истер Роуд», Эдинбург, Шотландия                               | Канада            | 3:1  | —               | Товарищеский матч                                                 |
| 3  | 30 апреля 2003   | «Хэмпден Парк», Глазго, Шотландия                               | Австрия           | 0:2  | —               | Товарищеский матч                                                 |
| 4  | 27 мая 2003      | «Тайнкасл», Эдинбург, Шотландия                                 | Новая Зеландия    | 1:1  | —               | Товарищеский матч                                                 |
| 5  | 6 сентября 2003  | «Хэмпден Парк», Глазго, Шотландия                               | Фарерские острова | 3:1  | 1               | Отборочный матч чемпионата Европы по футболу 2004                 |
| 6  | 10 сентября 2003 | «Вестфаленштадион», Дортмунд, Германия                          | Германия          | 1:2  | —               | Отборочный матч чемпионата Европы по футболу 2004                 |
| 7  | 11 октября 2003  | «Хэмпден Парк», Глазго, Шотландия                               | Литва             | 1:0  | —               | Отборочный матч чемпионата Европы по футболу 2004                 |
| 8  | 15 ноября 2003   | «Хэмпден Парк», Глазго, Шотландия                               | Нидерланды        | 1:0  | 1               | Отборочный матч чемпионата Европы по футболу 2004 (стыковые игры) |
| 9  | 19 ноября 2003   | «Амстердам АренА», Амстердам, Нидерланды                        | Нидерланды        | 0:6  | —               | Отборочный матч чемпионата Европы по футболу 2004 (стыковые игры) |
| 10 | 18 февраля 2004  | «Миллениум», Кардифф, Уэльс                                     | Уэльс             | 0:4  | —               | Товарищеский матч                                                 |
| 11 | 31 марта 2004    | «Хэмпден Парк», Глазго, Шотландия                               | Румыния           | 1:2  | 1               | Товарищеский матч                                                 |
| 12 | 28 апреля 2004   | «Паркен», Копенгаген, Дания                                     | Дания             | 0:1  | —               | Товарищеский матч                                                 |
| 13 | 27 мая 2004      | «А. Ле Кок Арена», Таллин, Эстония                              | Эстония           | 1:0  | 1               | Товарищеский матч                                                 |
| 14 | 30 мая 2004      | «Истер Роуд», Эдинбург, Шотландия                               | Тринидад и Тобаго | 4:1  | —               | Товарищеский матч                                                 |
| 15 | 18 августа 2004  | «Хэмпден Парк», Глазго, Шотландия                               | Венгрия           | 0:3  | —               | Товарищеский матч                                                 |
| 16 | 3 сентября 2004  | «Сьюдад де Валенсия», Валенсия, Испания                         | Испания           | 1:1  | 1               | Товарищеский матч                                                 |
| 17 | 8 сентября 2004  | «Хэмпден Парк», Глазго, Шотландия                               | Словения          | 0:0  | —               | Отборочный матч чемпионата мира по футболу 2006                   |
| 18 | 9 октября 2004   | «Хэмпден Парк», Глазго, Шотландия                               | Норвегия          | 0:1  | —               | Отборочный матч чемпионата мира по футболу 2006                   |
| 19 | 17 ноября 2004   | «Истер Роуд», Эдинбург, Шотландия                               | Швеция            | 1:4  | 1               | Товарищеский матч                                                 |
| 20 | 4 июня 2005      | «Хэмпден Парк», Глазго, Шотландия                               | Молдова           | 2:0  | 1               | Отборочный матч чемпионата мира по футболу 2006                   |
| 21 | 8 июня 2005      | «Динамо», Минск, Беларусь                                       | Беларусь          | 0:0  | —               | Отборочный матч чемпионата мира по футболу 2006                   |
| 22 | 7 сентября 2005  | «Уллевол», Осло, Норвегия                                       | Норвегия          | 2:1  | —               | Отборочный матч чемпионата мира по футболу 2006                   |
| 23 | 12 октября 2005  | «Арена Петроль», Целе, Словения                                 | Словения          | 3:0  | 1               | Отборочный матч чемпионата мира по футболу 2006                   |
| 24 | 12 ноября 2005   | «Хэмпден Парк», Глазго, Шотландия                               | США               | 1:1  | —               | Товарищеский матч                                                 |
| 25 | 1 марта 2006     | «Хэмпден Парк», Глазго, Шотландия                               | Швейцария         | 1:3  | —               | Товарищеский матч                                                 |
| 26 | 11 мая 2006      | «Винг Кобе», Кобе, Япония                                       | Болгария          | 5:1  | 1               | Kirin Cup                                                         |
| 27 | 13 мая 2006      | «Саитама-2002», Сайтама, Япония                                 | Япония            | 0:0  | —               | Kirin Cup                                                         |
| 28 | 2 сентября 2006  | «Селтик Парк», Глазго, Шотландия                                | Фарерские острова | 6:0  | 1               | Отборочный матч чемпионата Европы по футболу 2008                 |
| 29 | 6 сентября 2006  | Стадион имени С. Дарюса и С. Гиренаса, Каунас, Литва            | Литва             | 2:1  | —               | Отборочный матч чемпионата Европы по футболу 2008                 |
| 30 | 7 октября 2006   | «Хэмпден Парк», Глазго, Шотландия                               | Франция           | 1:0  | —               | Отборочный матч чемпионата Европы по футболу 2008                 |
| 31 | 11 октября 2006  | Олимпийский стадион, Киев, Украина                              | Украина           | 0:2  | —               | Отборочный матч чемпионата Европы по футболу 2008                 |
| 32 | 22 августа 2007  | «Питтодри», Абердин, Шотландия                                  | ЮАР               | 1:0  | —               | Товарищеский матч                                                 |
| 33 | 8 сентября 2007  | «Хэмпден Парк», Глазго, Шотландия                               | Литва             | 3:1  | 1               | Отборочный матч чемпионата Европы по футболу 2008                 |
| 34 | 12 сентября 2007 | «Парк де Пренс», Сен-Дени, Франция                              | Франция           | 1:0  | 1               | Отборочный матч чемпионата Европы по футболу 2008                 |
| 35 | 13 октября 2007  | «Хэмпден Парк», Глазго, Шотландия                               | Украина           | 3:1  | 1               | Отборочный матч чемпионата Европы по футболу 2008                 |
| 36 | 17 октября 2007  | Стадион Бориса Пайчадзе, Тбилиси, Грузия                        | Грузия            | 0:2  | —               | Отборочный матч чемпионата Европы по футболу 2008                 |
| 37 | 17 ноября 2007   | «Хэмпден Парк», Глазго, Шотландия                               | Италия            | 1:2  | —               | Отборочный матч чемпионата Европы по футболу 2008                 |
| 38 | 20 августа 2008  | «Хэмпден Парк», Глазго, Шотландия                               | Северная Ирландия | 0:0  | —               | Товарищеский матч                                                 |
| 39 | 6 сентября 2008  | Национальный стадион Филиппа II Македонского, Скопье, Македония | Македония         | 0:1  | —               | Отборочный матч чемпионата мира по футболу 2010                   |
| 40 | 10 сентября 2008 | «Лаугардалсвёллур», Рейкьявик, Исландия                         | Исландия          | 2:1  | 1               | Отборочный матч Чемпионата мира по футболу 2010                   |
| 41 | 11 октября 2008  | «Хэмпден Парк», Глазго, Шотландия                               | Норвегия          | 0:0  | —               | Отборочный матч чемпионата мира по футболу 2010                   |
| 42 | 19 ноября 2008   | «Хэмпден Парк», Глазго, Шотландия                               | Аргентина         | 0:1  | —               | Товарищеский матч                                                 |
| 43 | 12 августа 2009  | «Уллевол», Осло, Норвегия                                       | Норвегия          | 0:4  | —               | Отборочный матч чемпионата мира по футболу 2010                   |
| 44 | 5 сентября 2009  | «Хэмпден Парк», Глазго, Шотландия                               | Македония         | 2:0  | 1               | Отборочный матч чемпионата мира по футболу 2010                   |
| 45 | 14 ноября 2009   | «Кардифф Сити», Кардифф, Уэльс                                  | Уэльс             | 0:3  | —               | Товарищеский матч                                                 |
| 46 | 11 августа 2010  | «Росунда», Сольна, Швеция                                       | Швеция            | 0:3  | —               | Товарищеский матч                                                 |
| 47 | 3 сентября 2010  | Стадион имени С. Дарюса и С. Гиренаса, Каунас, Литва            | Литва             | 0:0  | —               | Отборочный матч чемпионата Европы по футболу 2012                 |
| 48 | 7 сентября 2010  | «Хэмпден Парк», Глазго, Шотландия                               | Лихтенштейн       | 2:1  | —               | Отборочный матч чемпионата Европы по футболу 2012                 |

Итого: 48 матчей / 15 голов; 20 побед, 9 ничьих, 19 поражений.

### Сводная статистика игр/голов за сборную
| Сборная          | Год              | Отборочные матчи ЧМ | Отборочные матчи ЧМ | Финальные матчи ЧМ | Финальные матчи ЧМ | Отборочные матчи ЧЕ | Отборочные матчи ЧЕ | Финальные матчи ЧЕ | Финальные матчи ЧЕ | Товарищеские матчи | Товарищеские матчи | Reunification Cup | Reunification Cup | Kirin Cup | Kirin Cup | Итого | Итого |
| Сборная          | Год              | Игры                | Голы                | Игры               | Голы               | Игры                | Голы                | Игры               | Голы               | Игры               | Голы               | Игры              | Голы              | Игры      | Голы      | Игры  | Голы  |
| ---------------- | ---------------- | ------------------- | ------------------- | ------------------ | ------------------ | ------------------- | ------------------- | ------------------ | ------------------ | ------------------ | ------------------ | ----------------- | ----------------- | --------- | --------- | ----- | ----- |
| Шотландия        | 2002             | —                   | —                   | —                  | —                  | —                   | —                   | —                  | —                  | 1                  | 0                  | 1                 | 0                 | —         | —         | 2     | 0     |
| Шотландия        | 2003             | —                   | —                   | —                  | —                  | 5                   | 2                   | —                  | —                  | 2                  | 0                  | —                 | —                 | —         | —         | 7     | 2     |
| Шотландия        | 2004             | 2                   | 0                   | —                  | —                  | —                   | —                   | —                  | —                  | 8                  | 4                  | —                 | —                 | —         | —         | 10    | 4     |
| Шотландия        | 2005             | 4                   | 2                   | —                  | —                  | —                   | —                   | —                  | —                  | 1                  | 0                  | —                 | —                 | —         | —         | 5     | 2     |
| Шотландия        | 2006             | —                   | —                   | —                  | —                  | 4                   | 1                   | —                  | —                  | 1                  | 0                  | —                 | —                 | 2         | 1         | 7     | 2     |
| Шотландия        | 2007             | —                   | —                   | —                  | —                  | 5                   | 3                   | —                  | —                  | 1                  | 0                  | —                 | —                 | —         | —         | 6     | 3     |
| Шотландия        | 2008             | 3                   | 1                   | —                  | —                  | —                   | —                   | —                  | —                  | 2                  | 0                  | —                 | —                 | —         | —         | 5     | 1     |
| Шотландия        | 2009             | 2                   | 1                   | —                  | —                  | —                   | —                   | —                  | —                  | 1                  | 0                  | —                 | —                 | —         | —         | 3     | 1     |
| Шотландия        | 2010             | —                   | —                   | —                  | —                  | 2                   | 0                   | —                  | —                  | 1                  | 0                  | —                 | —                 | —         | —         | 3     | 0     |
| Всего за карьеру | Всего за карьеру | 11                  | 4                   | 0                  | 0                  | 16                  | 6                   | 0                  | 0                  | 18                 | 4                  | 1                 | 0                 | 2         | 1         | 48    | 15    |

## Достижения

### Командные достижения
«Бирмингем Сити»
- Обладатель Кубка Лиги: 2010/11

### Личные достижения
- Молодой игрок года по версии футболистов Профессиональной футбольной ассоциации Шотландии: 2003
- Молодой игрок года по версии журналистов Шотландии: 2002
- Молодой игрок месяца шотландской Премьер-лиги: январь 2002